# Asoriculus corsicanus
 (décembre 2022).
La mise en forme du texte ne suit pas les recommandations de Wikipédia : il faut le « wikifier ».
Les points d'amélioration suivants sont les cas les plus fréquents. Le détail des points à revoir est peut-être précisé sur la page de discussion.
- Les titres sont pré-formatés par le logiciel. Ils ne sont ni en capitales, ni en gras.
- Le texte ne doit pas être écrit en capitales (les noms de famille non plus), ni en gras, ni en italique, ni en « petit »…
- Le gras n'est utilisé que pour surligner le titre de l'article dans l'introduction, une seule fois.
- L'italique est rarement utilisé : mots en langue étrangère, titres d'œuvres, noms de bateaux, etc.
- Les citations ne sont pas en italique mais en corps de texte normal. Elles sont entourées par des guillemets français : « et ».
- Les listes à puces sont à éviter, des paragraphes rédigés étant largement préférés. Les tableaux sont à réserver à la présentation de données structurées (résultats, etc.).
- Les appels de note de bas de page (petits chiffres en exposant, introduits par l'outil «  Source ») sont à placer entre la fin de phrase et le point final[comme ça].
- Les liens internes (vers d'autres articles de Wikipédia) sont à choisir avec parcimonie. Créez des liens vers des articles approfondissant le sujet. Les termes génériques sans rapport avec le sujet sont à éviter, ainsi que les répétitions de liens vers un même terme.
- Les liens externes sont à placer uniquement dans une section « Liens externes », à la fin de l'article. Ces liens sont à choisir avec parcimonie suivant les règles définies. Si un lien sert de source à l'article, son insertion dans le texte est à faire par les notes de bas de page.
- La présentation des références doit suivre les conventions bibliographiques. Il est recommandé d'utiliser les modèles {{Ouvrage}}, {{Chapitre}}, {{Article}}, {{Lien web}} et/ou {{Bibliographie}}. Le mode d'édition visuel peut mettre en forme automatiquement les références.
- Insérer une infobox (cadre d'informations à droite) n'est pas obligatoire pour parachever la mise en page.

Pour une aide détaillée, merci de consulter Aide:Wikification.
Si vous pensez que ces points ont été résolus, vous pouvez retirer ce bandeau et améliorer la mise en forme d'un autre article.
 (décembre 2022).
Espèce
Asoriculus corsicanus (musaraigne géante de Corse) est une espèce éteinte de mammifère de l’ordre des Soricomorpha, famille des Soricidae, ayant vécu en Corse, caractéristique du gigantisme insulaire.

## Description
Elle est uniquement connue sous forme de fossiles comme ceux trouvés à A Teppa di u Lupinu, Santo-Pietro-di-Tenda, en Haute-Corse. La musaraigne géante a disparu, soit tardivement au Moyen Âge, soit entre 2 500 et 6 000 ans, peut-être en raison de l’introduction de chèvres, de musaraignes du continent ou de la déforestation.
Initialement décrite en 1944 par Dorothea Bate comme Nesiotites corsicanus. En 1999, le zoologiste Jan van der Made du Museo Nacional de Ciencias Naturales de Madrid, en Espagne, l’a réattribuée au genre Asoriculus. Parfois qualifiée de musaraigne endémique ou géante de Corse, c’est une musaraigne à dents rouges, sous-famille des Soricinae, parfois connue sous l’autre forme de Episoriculus corsicanus (Bate, 1944). Le genre Nesiotites regroupait alors un ensemble de musaraignes de grande taille du Pléistocène, endémiques des îles de la Méditerranée occidentale (Baléares, Corse, Sardaigne). Plus tard, d’autres auteurs ont souligné les ressemblances entre ce groupe de formes endémiques et le genre Episoriculus (Ellermann & Morison-Scott, 1951), créé entre-temps (cf. références in Vigne, 1988). Reumer (1980) a néanmoins proposé de conserver le nom de Nesiotites en sous-genre, pour souligner la parenté entre les formes endémiques insulaires de la Méditerranée occidentale. D'après Esu & Kotsakis (1983), Nesiotites est issu d’une longue évolution insulaire débutée à la fin du Pliocène (Villafranchien) à partir de la forme Episoriculus aff. gibberodon. Le genre Episoriculus, apparenté au genre actuel Soriculus, s'en différencie par le fait que les espèces qui le constituaient n’étaient probablement pas fouisseuses (Jammot, 1977). Le taxon corse, corsicanus, bien différencié de ceux de la Sardaigne, similis puis sardus, semble avoir peu évolué depuis le Pléistocène moyen (Jammot, 1977 ; Pereira, 2001 ; Turmès, 2002).

## Disparition
Il a longtemps été admis que la musaraigne endémique de Corse s'était éteinte pendant le Pléistocène. Sa persistance jusqu’au début du Néolithique (Vigne, 1988) et, plus récemment, jusqu’au premier millénaire de notre ère, a depuis été démontrée (Vigne et al., 1997). Cette espèce a donc vécu en Corse en sympatrie avec les deux musaraignes introduites accidentellement par l’Homme avant l’Âge du fer, la musaraigne des jardins, Crocidura suaveolens, et le Pachyure étrusque, Suncus etruscus (Vigne & Marinval-Vigne, 1990 ; Vigne, 1999). Peu avant son extinction, la musaraigne endémique de Corse atteignait une taille sensiblement supérieure à une fois et demie celle des actuelles musaraignes des jardins présentes sur l'île. L’analyse quantitative des fluctuations d’abondance des différents micromammifères endémiques, autochtones et allochtones de Corse au cours des temps historiques (Vigne & Valladas, 1996) suggère que la Musaraigne endémique de Corse présentait une valence écologique large, comme beaucoup de taxons insulaires, tout en fréquentant plus volontiers les milieux ouverts et le maquis bas.
Le scénario le plus vraisemblable à l'origine de son extinction est celui en deux temps suggéré pour l'ensemble des micromammifères autochtones de Corse (Vigne & Valladas, 1996). Dans un premier temps, l'introduction d'espèces allochtones, musaraignes des jardins et pachyure étrusque dans ce cas particulier, aurait engendré une régression de l'aire de répartition et des effectifs de l'espèce par le jeu de la compétition. Puis, dans un second temps, l'extinction serait intervenue comme une conséquence de la raréfaction ou de la disparition des biotopes d'élection de l'espèce lors de l'un ou l'autre des épisodes historiques de fort déboisement qu'a connus l'île (Vigne & Marinval-Vigne, 1990). Les données actuelles ne permettent pas de préciser si les déboisements en question sont ceux de la Période romaine qui se sont produits entre le Ier et le IIIe siècle apr. J.-C., ou ceux de l'an Mil, pendant le Moyen Âge central.